# Campsidium valdivianum
Campsidium valdivianum ist die einzige Art der Pflanzengattung Campsidium  innerhalb der Familie der Trompetenbaumgewächse (Bignoniaceae).

## Beschreibung

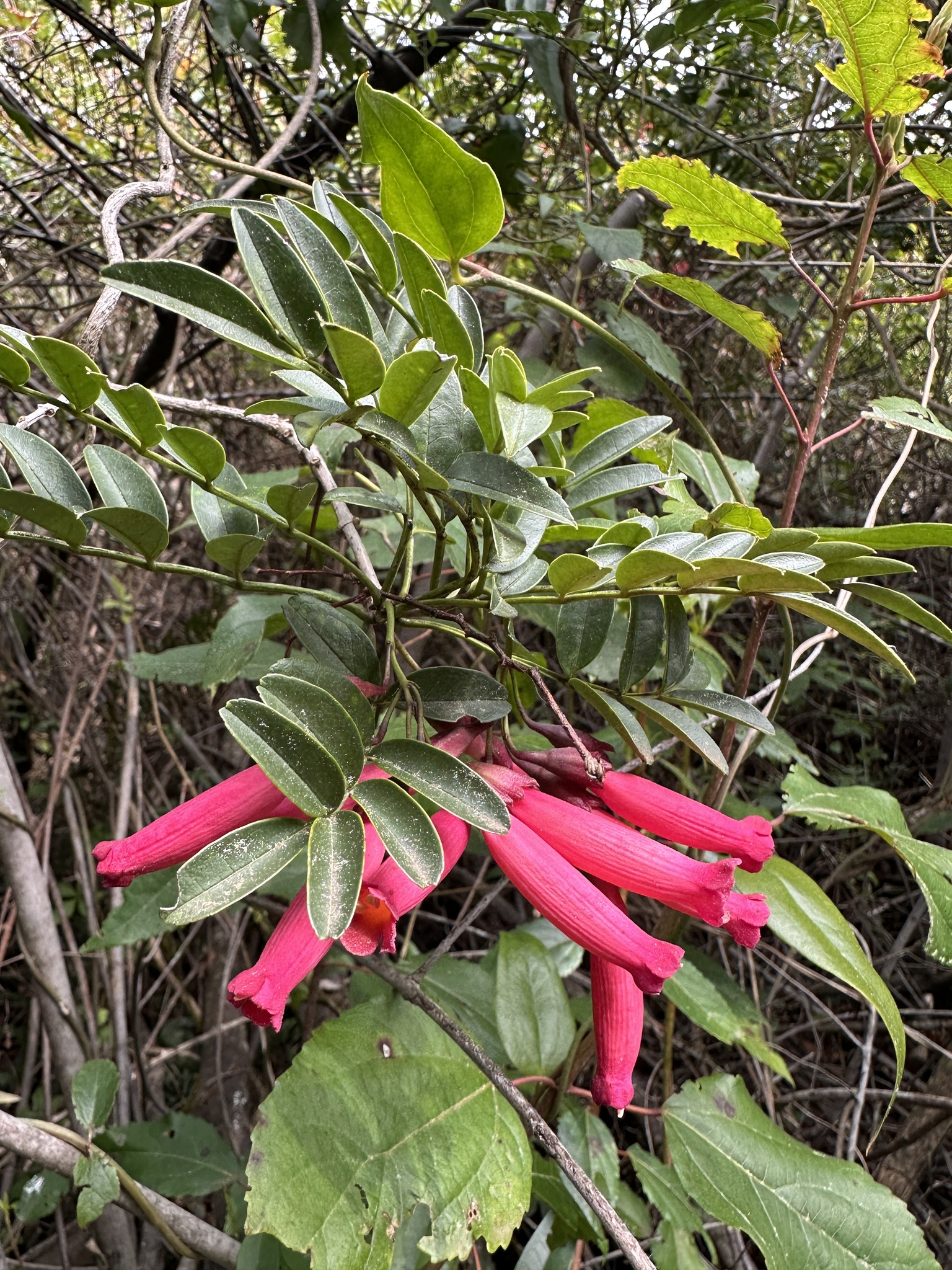
Blüten

### Vegetative Merkmale
Campsidium valdivianum ist eine Liane, deren Äste einen Durchmesser von 2,5 Zentimetern erreichen. Die Zweige besitzen einen unregelmäßig, fast viereckigen Querschnitt und sind bis auf einige feine Schuppen nicht behaart.
Die gegenständig angeordneten Laubblätter sind in Blattstiel und -spreite gegliedert. Der Blattstiel ist 1 bis 3 Zentimeter lang und nur unauffällig mit Schuppen besetzt. Die Blattspreiten sind in 5 bis 17 fiederförmige Teilblätter geteilt. Die sitzenden, häutigen Fiederblättchen sind ganzrandig oder zum oberen Ende hin leicht gezackt und bei einer Länge von 0,8 bis 3,7 Zentimetern sowie einer Breite von 0,5 bis 1,5 Zentimetern elliptisch mit gerundetem oder etwas spitzem oberen Ende und an der Basis gerundet oder schräg-keilförmig. Die Fiederblättchen sind auf beiden Seiten mit verstreuten roten Schuppen besetzt. Die Hauptachse des Blattes ist zwischen den Teilblättern berandet bis schmal-geflügelt.

### Generative Merkmale
Die endständigen und kahlen oder nur leicht feinschuppigen, zusammengesetzt traubigen Blütenstände enthalten wenige Blüten.
Die zwittrigen Blüten sind zygomorph und fünfzählig mit doppelter Blütenhülle. Der Blütenboden ist sehr dünn und bei einer Länge von etwa 1 Millimetern sowie bei einem Durchmesser von etwa 1,5 Millimetern becherförmig. Der Kelch ist bei einer Länge von 6 bis 12 Millimetern sowie bei einem Durchmesser von 7 bis 9 Millimetern glockenförmig und endet in fünf gleichmäßig mit 2 bis 3 Millimeter langen, dreieckigen und etwas zugespitzten Kelchzähnen. Die roten Kronblätter sind röhrenförmig verwachsen. Die 3 bis 3,5 Zentimeter lange Kronröhre ist am oberen Ende leicht verengt. Der Kronschlund hat einen Durchmesser von 0,5 bis 0,8 Zentimetern, die Kronröhre ist 2,5 bis 3 Zentimeter lang und endet in 0,3 bis 0,5 Zentimeter langen Kronlappen. Die Kronröhre ist nur an den Ansatzpunkten der vier Staubfäden behaart, die Kronlappen sind bewimpert und auf der Innenseite flaumhaarig mit kurzen, perlschnurartigen Trichomen behaart. Die Staubbeutel stehen nur leicht über die Krone hinaus, sie bestehen aus zwei parallel stehenden, nicht gegabelten Theken, die teilweise mit dem oberen Ende des Staubfadens verwachsen sind. Sie sind 4 bis 5 Millimeter lang; das Verbindungsgewebe zwischen den Theken (Konnektiv) ist leicht vergrößert. Der Stempel ist 3 bis 3,5 Zentimeter lang. Der Fruchtknoten ist bei einer Länge von etwa 3 Millimetern sowie einem Durchmesser von etwa 1,5 Millimetern eiförmig und etwas drüsig-papillös, aber kahl. Die Samenanlagen stehen in mehreren Reihen in den Fruchtknotenkammern.
Die gestielte Kapselfrucht steht an einem beständigen Kelch. Die Kapselfrucht ist bei einer Länge von 5,5 bis 8,5 Millimetern sowie einem Durchmesser von 2,3 bis 3 Zentimetern schmal-elliptisch und am oberen Ende stumpf oder leicht spitz. Ihre Oberfläche ist leicht mit unauffälligen, feinen Schuppen besetzt. Die Samen sind dünn und bei einer Länge von 7 bis 10 Millimetern sowie bei einem Durchmesser von 12 bis 15 Millimetern elliptisch. Der kleine Körper des Samens ist deutlich von einem ihn umgebenden, bräunlich-geaderten und durchscheinenden Flügel abgesetzt.

## Vorkommen
Campsidium valdivianum kommt in der Region um Valdivia in Chile und dem südlichen Argentinien vor. Sie wächst in Höhenlagen von 0 bis 800 Metern.

## Taxonomie
Die Erstbeschreibung erfolgte 1858 unter dem Namen (Basionym) Tecoma valdiviana durch Rudolph Amandus Philippi in Linnaea; Ein Journal für die Botanik in ihrem ganzen Umfange, Band 29 Teil 1, Seite 14. Die Gattung Campsidium wurde 1862 durch Berthold  Seemann in Bonplandia (Hannover) Band 10, Seite 147 aufgestellt. Die Neukombination von Tecoma valdiviana zu Campsidium valdivianum (Phil.) W.Bull wurde 1871 durch William Bull in Nursery Cat. (William Bull), Band 59, Seite 4 veröffentlicht.